# Notogynaphallia nawei
Notogynaphallia nawei ist eine argentinische Art der Landplanarien.

## Merkmale
Notogynaphallia nawei ist eine kleine bis mittelgroße Landplanarie mit einem länglichen Körper und einer Länge von ca. 40 Millimetern. Der Rücken ist schwarz gefärbt, die Bauchseite hat eine dunkelgraue Färbung mit einem dünnen weißlichen Längsstreifen, der mittig am Bauch verläuft. Auf dem Rücken finden sich im zweiten Viertel viele Augen, die als weißliche Punkte wahrgenommen werden können.

## Etymologie
Das Artepitheton nawei leitet sich aus der Sprache der Toba von dem Wort naweĨ (dt. schwarz) ab und weist auf die Färbung hin.

## Verbreitung
Notogynaphallia nawei kommt in ursprünglichen Wäldern der Provinz Formosa im argentinischen Gebiet von Gran Chaco vor.